# Infractopicrina

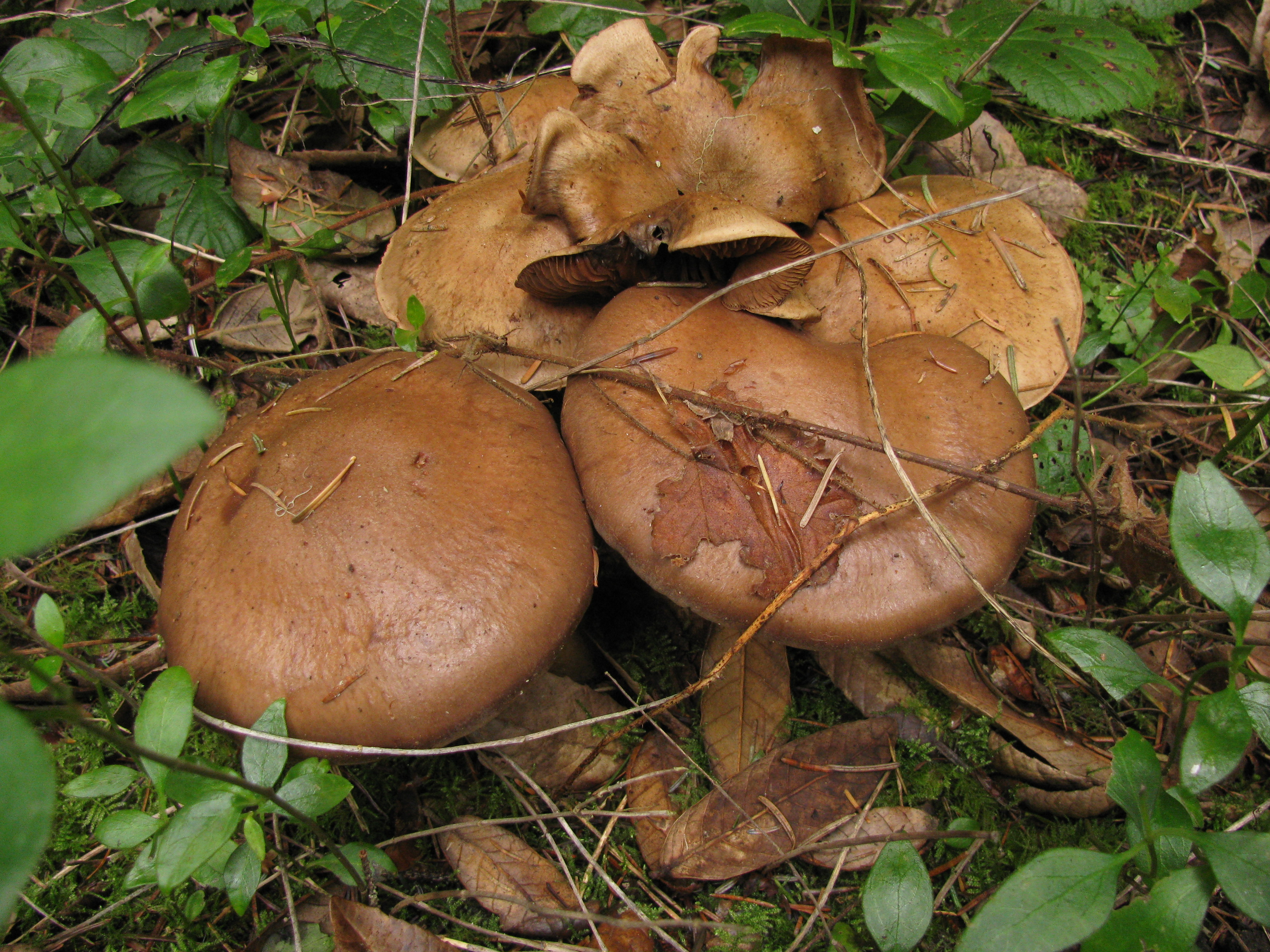
Cortinarius infractus

La infractopicrina es un alcaloide aislado de los cuerpos fructíferos del hongo Cortinarius infractus. Es un polvo amarillo pálido, soluble en agua, comienza a oscurecerse arriba de los 200 °C. Este compuesto es responsable del sabor amargo de C. infractus.